# Pfarrkirche St. Anna ob Schwanberg

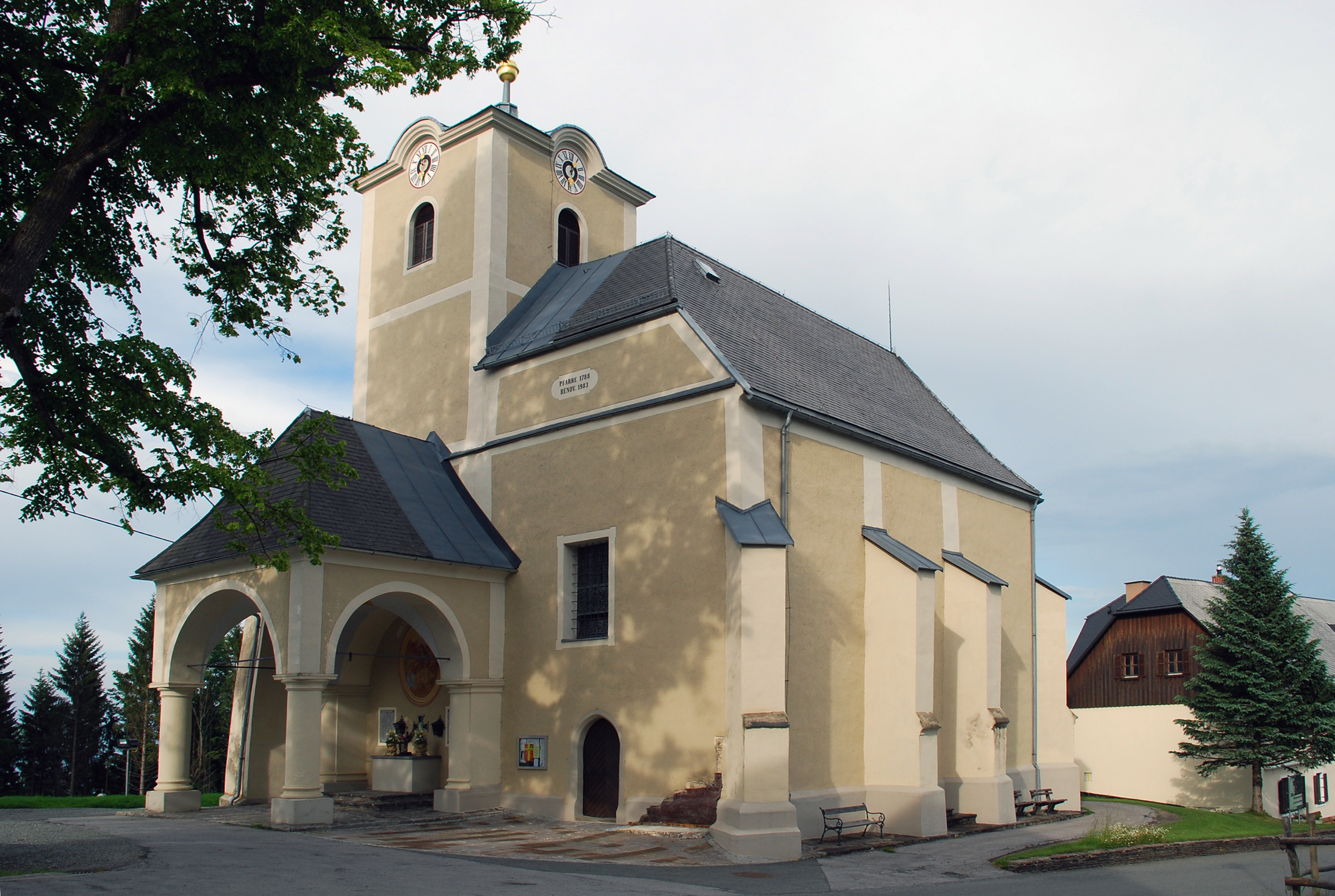
Die Kirche im Juni 2011

Die Kirche St. Anna ob Schwanberg ist eine römisch-katholische Pfarr- und Wallfahrtskirche in der Gemeinde Bad Schwanberg in der Steiermark. Ihre Geschichte führt bis in die zweite Hälfte des 15. Jahrhunderts zurück. Die Kirche gehörte bis Ende August 2018 zum dann aufgelösten Dekanat Deutschlandsberg in der Diözese Graz-Seckau, seit Auflassung dieses Dekanates liegt sie im Seelsorgeraum Südweststeiermark.

## Standort
Die Kirche steht in der Katastralgemeinde Oberfresen auf einer Seehöhe von etwa 1038 Meter, oberhalb der Marktgemeinde Schwanberg.

## Geschichte
Die erste urkundliche Erwähnung der Kirche erfolgte im Jahr 1498. Sie war damals eine Filialkirche der Schwanberger Pfarrkirche. Der Kirchturm wurde 1640 durch einen Sturm beschädigt, 1779 erhöht und 1842 wieder verkürzt. Im Jahr 1672 fanden Umbauarbeiten statt. 1892 wurde sie zur Pfarrkirche erhoben,
davor war sie als Filialkirche („Lokal-Curatie St. Anna in Fresen“) des damaligen Dekanates Schwanberg bereits seit 1788 berechtigt, pfarrliche Rechte in vollem Umfang auszuüben. Der Innenraum wurde 1953 renoviert.

## Beschreibung

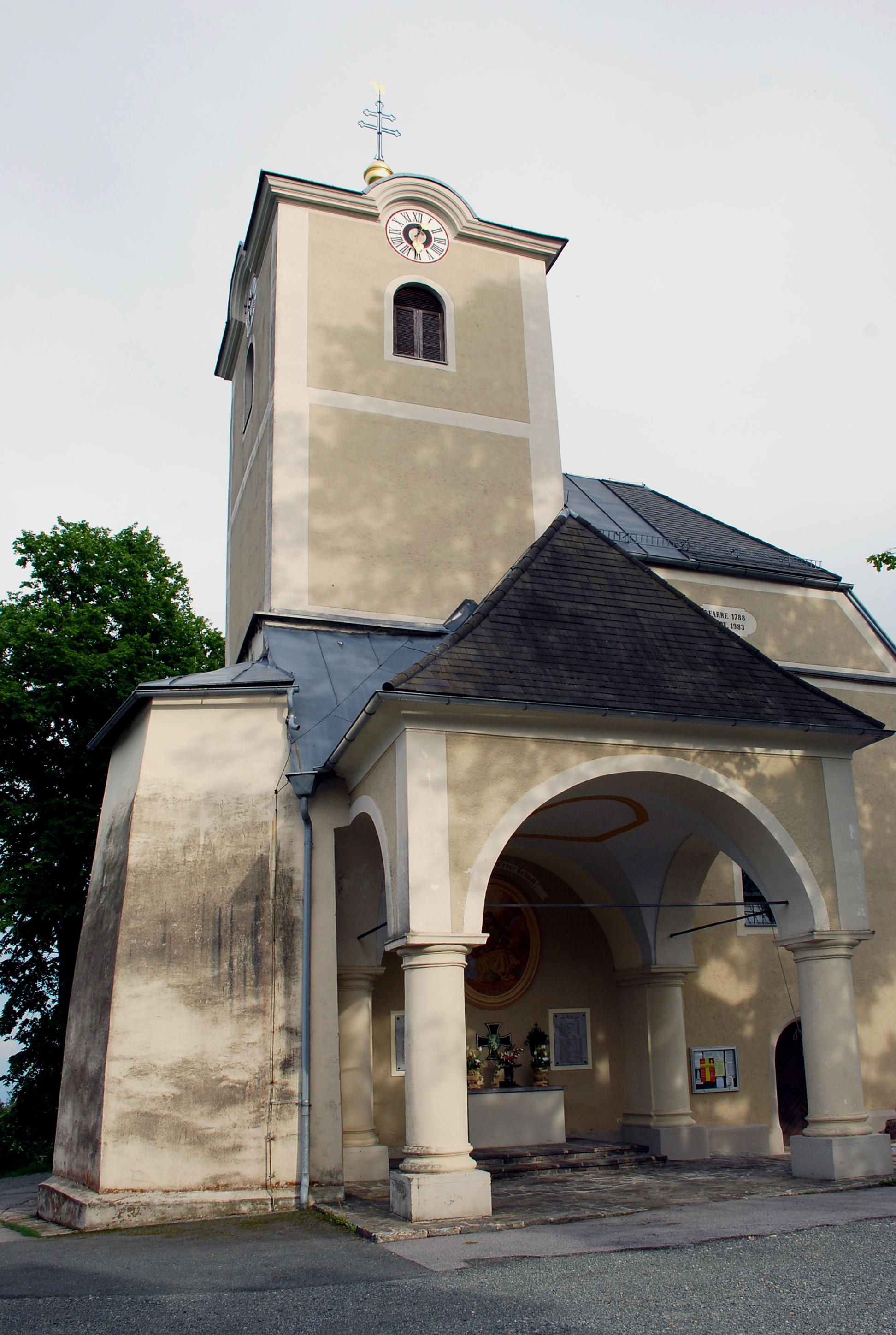
Blick auf den offenen Kapellenbau und den Kirchturm

Der im Kern gotische Kirchturm befindet sich nördlich des Westjoches und hat ein flaches Zeltdach. Er wurde 1779 erhöht und 1842 wieder verkürzt. An seiner Nordseite befinden sich zwei Stützpfeiler. Westlich des Turmes befindet sich ein auf Rundpfeilern errichteter, offener Kapellenbau. In ihm befindet sich ein barockes Ovalfresko aus der ersten Hälfte des 18. Jahrhunderts, welches die heilige Anna zeigt. An der Außenseite des Chores und an der südlichen Langhausseite befinden sich Strebepfeiler. Im Westen befindet sich das spitzbogige Eingangsportal. Südlich des Portals befindet sich eine mit 1610 datierte Außenkanzel mit einem Wappen, vermutlich jenes der Baumber.
Die überwiegend gotisch gestaltete Saalkirche hat ein dreijochiges Langhaus, das übergangslos in den Chor mit Fünfachtelschluss übergeht. Der Kirchenraum wird von einem mit Schlusssteinen versehen Kreuzrippengewölbe überspannt, das auf unterschiedlich langen Diensten ruht. Im westlichen Joch sind die Gewölberippen abgeschlagen. Die hölzerne, barocke Empore im westlichen Teil des Kirchenraums stammt wie auch die Kanzel aus der ersten Hälfte des 18. Jahrhunderts. Die gotischen Fenster wurden barockisiert.
In der Mittelnische des 1778 von Raimund Graf Saurau gestifteten Hochaltares stehen Statuen der Heiligen Anna, Johannes der Täufer und Maria aus dem dritten Viertel des 17. Jahrhunderts. Der Antonius-Eremita- und der Alexius-Altar wurden im dritten Viertel des 17. Jahrhunderts aufgestellt und haben neuere Altarbilder. Der Joachimsaltar stammt aus dem ersten Viertel des 18. Jahrhunderts. In einer Wandnische steht eine Statue der Muttergottes auf einem Rokokothron aus dem dritten Viertel des 18. Jahrhunderts und zwei Engelsfiguren aus der Zeit um 1700. Ein metallener, sechsarmiger Hängeleuchter wurde 1731 von Kaiser Karl VI. gestiftet. An der Innenwand von Chores und Langhauses befindet sich ein 1955 freigelegtes und restauriertes, gotisches Fresko mit Rahmenbordüre aus der Zeit um 1420, welches die heiligen drei Könige zeigt.